# Copestylum maculoides
Copestylum maculoides är en tvåvingeart som först beskrevs av Charles Howard Curran 1939.  Copestylum maculoides ingår i släktet Copestylum och familjen blomflugor. Inga underarter finns listade i Catalogue of Life.